# Río Serchio
El río Serchio es un río costero de la parte centrooccidental de Italia que discurre por la región de la Toscana y desemboca en el mar de Liguria, no lejos de donde lo hace el río Arno. Nace a 1864 metros de altura en el monte Silaro, en los Apeninos, y desemboca en el mar de Liguria tras 111 km de curso y 1565 km² de cuenca. Atraviesa la ciudad de Luca.

## Islas fluviales
En el Serchio hay una serie de pequeñas islas que quedan sumergidas en caso de inundación. En la actualidad, estas islas se encuentran casi todas entre las localidades de Marlia y Nave, en el tramo que discurre al norte de la ciudad de Lucca; las dimensiones de estos islotes oscilan entre algo menos de dos hectáreas y mil metros cuadrados. 
En la antigüedad, la isla cercana al pueblo de Gallicano era muy importante para la Garfagnana, ya que en ese tramo el río era la frontera entre la República de Lucca y el Gran Ducado de Toscana (territorio de Barga). La isla de Gallicano dio lugar a varias disputas y aparece en varios mapas antiguos. Sin embargo, hoy en día esta isla se ha convertido en una península al no estar ya separada de la antigua orilla izquierda del río.

## Referencias en la literatura

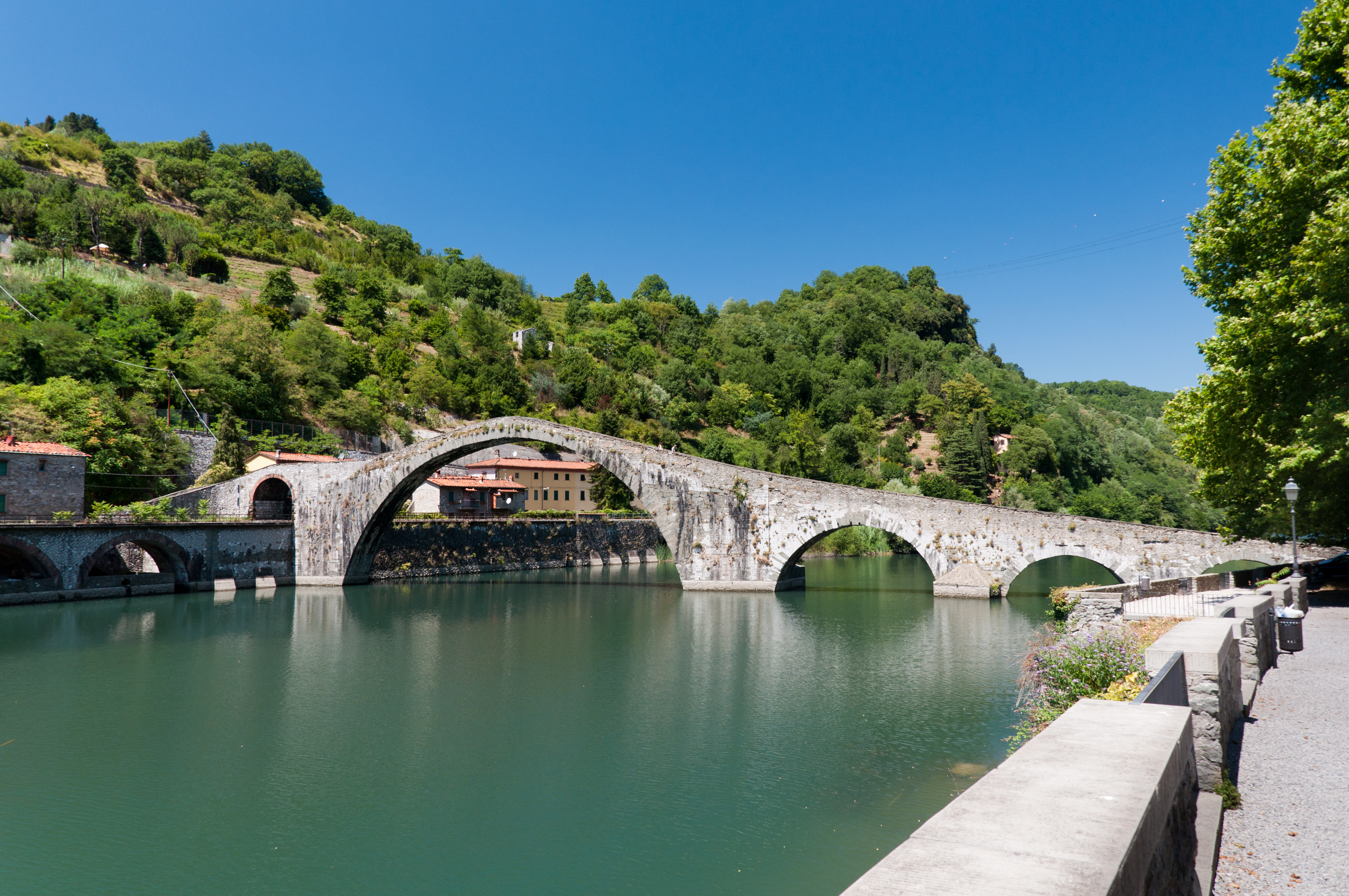
Puente de la Magdalena en Borgo a Mozzano
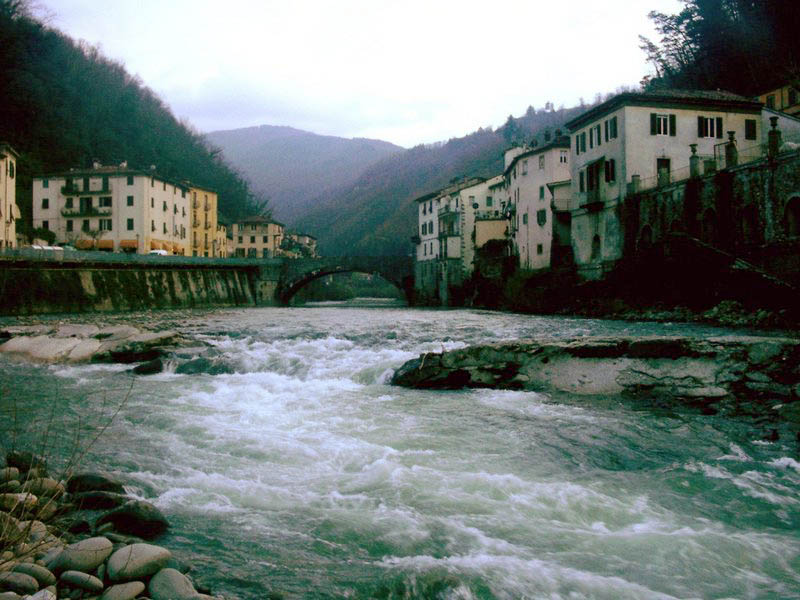
El río en Bagni di Lucca
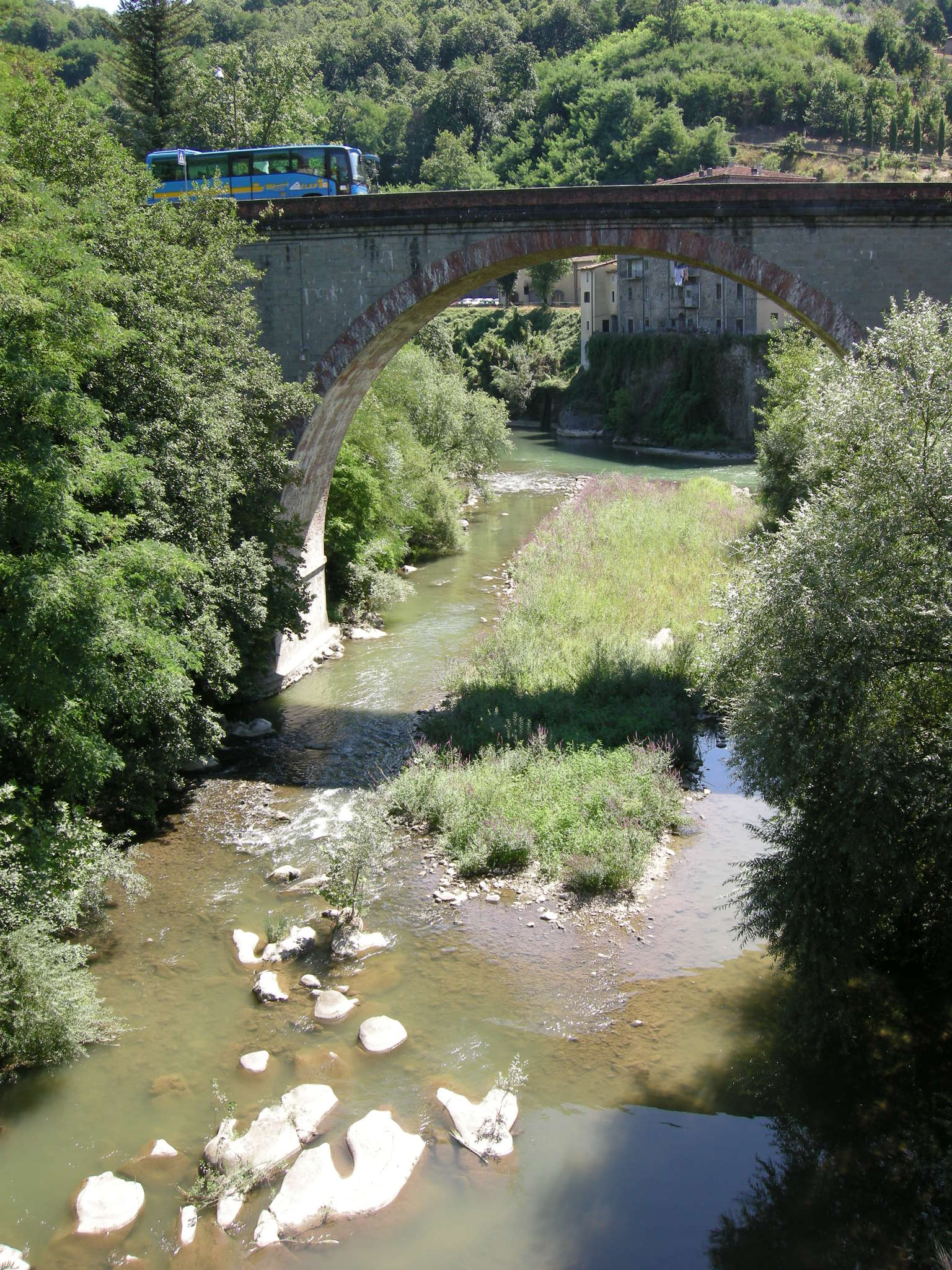
Puente en Castelnuovo di Garfagnana
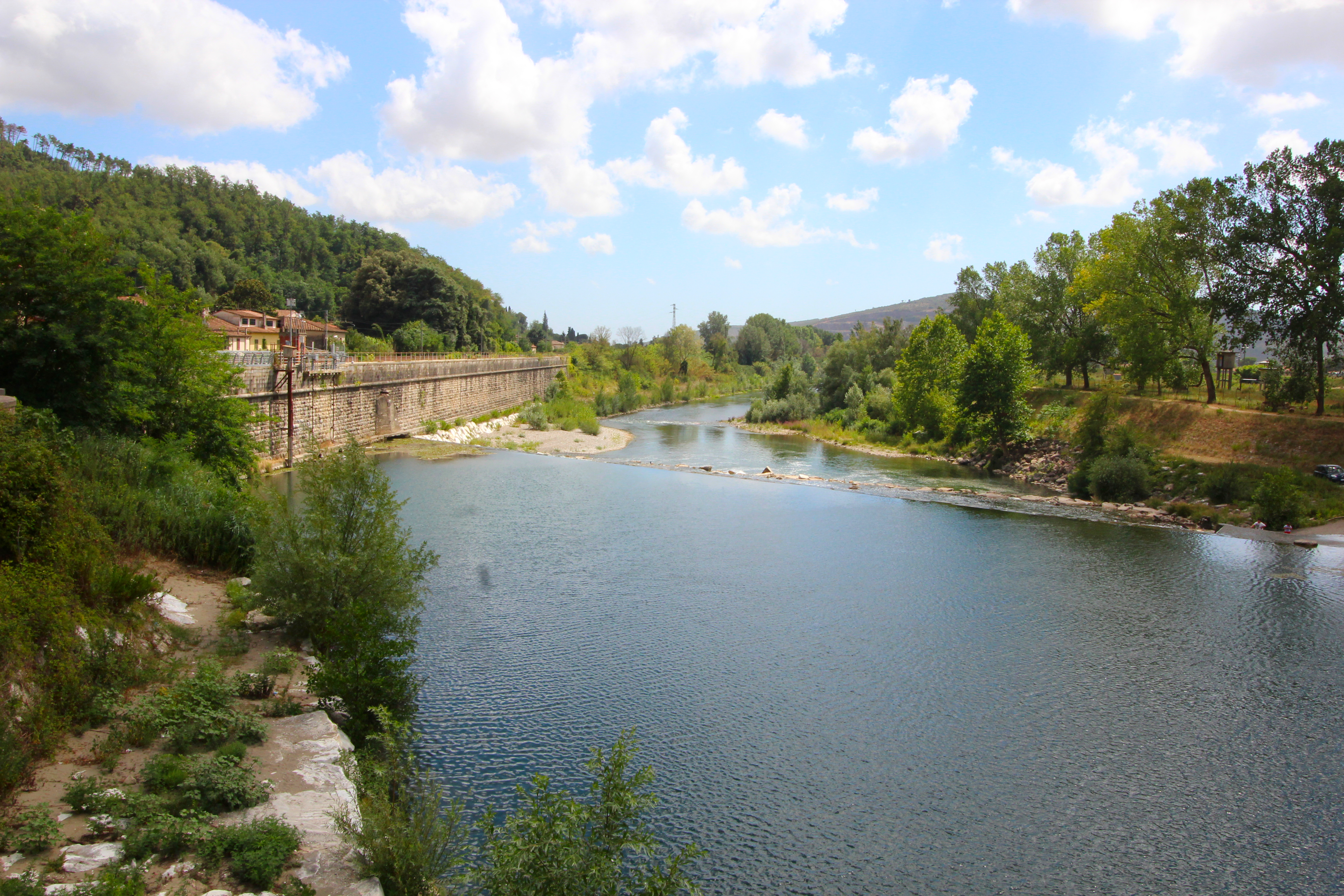
El río en Ripafratta